# Osttimoresisch-peruanische Beziehungen
Der Artikel beschreibt die Beziehungen zwischen Osttimor und Peru.

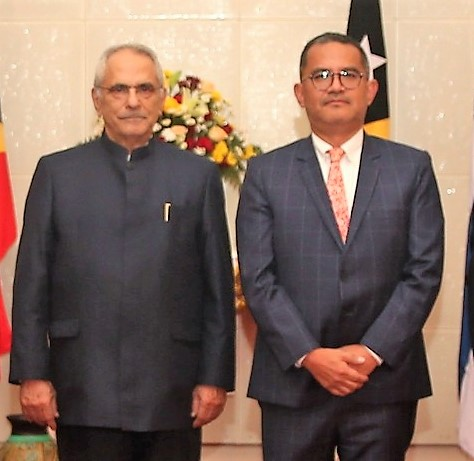
Osttimors Präsident José Ramos-Horta mit Perus Botschafter Luis Tsuboyama (rechts), 2023

Peru stellte für die Übergangsverwaltung der Vereinten Nationen für Osttimor (UNTAET) einen Hubschrauber vom Typ Mil Mi-26 und 23 Mann Personal zur Verfügung und beteiligte sich auch an der Unterstützungsmission der Vereinten Nationen in Osttimor (UNMISET).
Am 30. September 2002 nahmen Osttimor und Peru diplomatische Beziehungen auf. Weder hat Peru eine Botschaft in Osttimor, noch Osttimor eine diplomatische Vertretung in Peru. Perus Botschaft im indonesischen Jakarta ist ebenfalls für die Vertretung in Osttimor zuständig.
Beide Staaten gehören zur Bewegung der Blockfreien Staaten und zur Gruppe der 77. Für 2018 gibt das Statistische Amt Osttimors keine Handelsbeziehungen zwischen Osttimor und Peru an.